# Annabelle Lewis
Annabelle Lewis (ur. 20 marca 1989) – brytyjska lekkoatletka specjalizująca się w biegach sprinterskich.
Złota i brązowa medalistka młodzieżowych mistrzostw Europy w sztafecie 4 × 100 metrów. W 2013 zdobyła brąz w biegu rozstawnym na mistrzostwach świata w Moskwie. Medalistka mistrzostw Wielkiej Brytanii oraz reprezentantka kraju na drużynowych mistrzostwach Europy.

## Osiągnięcia
| Rok  | Impreza                                 | Konkurencja | Miejsce                 | Lokata     | Wynik (s) |
| ---- | --------------------------------------- | ----------- | ----------------------- | ---------- | --------- |
| 2009 | Młodzieżowe mistrzostwa Europy          | Kowno       | sztafeta 4 × 100 metrów | 1. miejsce | 43,89     |
| 2011 | Młodzieżowe mistrzostwa Europy          | Ostrawa     | sztafeta 4 × 100 metrów | 3. miejsce | 44,34     |
| 2013 | Superliga drużynowych mistrzostw Europy | Gateshead   | sztafeta 4 × 100 metrów | 5. miejsce | 43,52     |
| 2013 | Mistrzostwa świata                      | Moskwa      | sztafeta 4 × 100 metrów | 3. miejsce | 42,87     |

## Rekordy życiowe
- Bieg na 60 metrów (hala) – 7,31 (2013)
- Bieg na 100 metrów – 11,36 (2013)
- Bieg na 200 metrów (stadion) – 23,90 (2012)